# Honoré Barthélémy
Honoré Barthélémy (Parijs, 25 september 1891 – Parijs, 12 mei 1964) was een Franse wielrenner.

## Biografie
Barthélémy was profwielrenner van 1911 tot 1927.
Hij stond acht maal aan de start van de Ronde van Frankrijk maar reed deze slechts drie maal uit. Zijn beste prestatie leverde hij in 1921 toen hij derde werd in de eindrangschikking. Hij won vijf etappes in de Tour, waarvan vier in 1919 en een in 1921. In 1925 en 1927 was hij winnaar van de prestigieuze wedstrijd de Bol d'Or. Hij werd tevens als onafhankelijke Frans Nationaal kampioen op de weg in zijn eerste profjaar 1912.
Zijn bijnaam in het peloton was "le hargneux" (de nijdige) vanwege zijn meestal slechte humeur.

## Overwinningen en andere ereplaatsen
1911
- 1e in Parijs-Dieppe (onafhankelijken)

1912
- 1e bij het Nationaal Kampioenschap op de weg, onafhankelijken
- 1e in Reims-Dinant

1919
- 2e bij het Nationaal Kampioenschap op de weg, elite
- 2e in Lyon-Marseille
- 3e in Parijs-Roubaix
- 4e in Parijs-Tours
- 1e in de 6e etappe Ronde van Frankrijk
- 1e in de 9e etappe Ronde van Frankrijk
- 1e in de 10e etappe Ronde van Frankrijk
- 1e in de 11e etappe Ronde van Frankrijk
- 2e in de 13e etappe Ronde van Frankrijk
- 5e in het eindklassement Ronde van Frankrijk

1920
- 4e in Parijs-Roubaix
- 2e in Parijs-Tours
- 3e in Parijs-Nancy
- 8e in het eindklassement Ronde van Frankrijk

1921
- 1e in Parijs-Saint Étienne
- 1e in de 12e etappe Ronde van Frankrijk
- 2e in de 1e etappe Ronde van Frankrijk
- 2e in de 3e etappe Ronde van Frankrijk
- 2e in de 7e etappe Ronde van Frankrijk
- 2e in de 11e etappe Ronde van Frankrijk
- 3e in het eindklassement Ronde van Frankrijk

1922
- 2e in de 3e etappe Ronde van Frankrijk

1923
- 6e in Bordeaux-Parijs

1925
- 1e in de Bol d'Or

1927
- 1e in de Bol d'Or

## Resultaten in voornaamste wedstrijden
| Jaar | Ronde van Italië | Ronde van Frankrijk | Ronde van Spanje |
| ---- | ---------------- | ------------------- | ---------------- |
| 1919 |                  | 5e (4)              |                  |
| 1920 |                  | 8e                  |                  |
| 1921 |                  | ↑ (1)               |                  |
| 1922 |                  | opgave              |                  |
| 1923 |                  | opgave              |                  |
| 1924 |                  | opgave              |                  |
| 1925 |                  | opgave              |                  |
| 1927 |                  | opgave              |                  |

(*) tussen haakjes aantal individuele etappe-overwinningen